# Computus chirometralis
Computus chirometralis ist ein spätmittelalterliches Lehrbuch in mittellateinischer Sprache, in dem Wissen der damaligen Zeit über die Kalenderrechnung und die Astronomie vermittelt wird. Wie der Titelteil chirometralis (gr. χείρὠν = Hand, μἔτρον = Maß) ausdrückt, wird zum Lernen der relevanten Daten die Hand verwendet, durch ein Abzählen der Fingerglieder.

## Der Autor
Der Autor der Schrift lässt sich nicht sicher fassen. Mehrere Handschriften des Werkes stellen ihn als Magister Johannes de Erfordia vor und geben 1330 als Jahr der Entstehung an. Möglicherweise kann er gleichgesetzt werden mit Johannes Eligerus (Algeri) de Gondersleuen, der von Johannes Trithemius in De scriptoribus ecclesiasticis als bedeutender Mathematiker und Astronom aus Sachsen gerühmt wird. Allerdings erscheint unter den von Trithemius genannten Titeln dieses Werk nicht. Gesichert scheint, dass das Werk im 1ten Drittel des 14. Jahrhunderts im Umfeld des Lehrbetriebes in Erfurt erstellt wurde.

## Inhalt
Da der Text wenig gegliedert ist, erfolgt die Zitierung nach der Seitenbezeichnung von 1r bis 21v in der Ausgabe von Karl Mütz.

### Computus
Johannes Eligerus hat sein Werk in den computus minoris und den computus maioris gegliedert. Im computus minoris werden Themen der Kalenderrechnung kurz erklärt und dann die Ermittlung und Memorierung der zugehörigen Werte durchgegangen. So folgt (1r/23-2v/3) auf eine kurze Definition des 28-jährigen Sonnenzyklus und des Sonnenzirkels (Position eines Jahres in diesem Zyklus) Verse zum Auswendiglernen der entsprechenden Jahrhundertwerte und schließlich Bestimmen des Sonnenzirkels jeden beliebigen Jahres. Ebenso werden die Sonntagsbuchstaben (2v/4-3r/16), der 19-jährige Meton-Zyklus (4r/5-5r/13), die Ermittlung des Ostertermins (5r/14-7v/21) und die nicht beweglichen christlichen Feiertage (7v/2-8v/7) behandelt.
Im computus maioris folgen astronomisch anspruchsvolle Ausführungen zum Zusammenwirken des Mond- und des Sonnenzyklus (10r/1-16v/6), die Tierkreiszeichen (16v/7-17v/13) und Sphären-Weltmodelle (17r/13-19r/2).

### chirometralis
Eine Besonderheit des Buches ist die Verwendung des Fingerrechnens. Verschiedene Arten des Zählens und Rechnens mit den Fingern der Hand als der ersten „Rechenmaschine“ waren schon im Altertum in vielen Kulturen verbreitet. Bildliche und auch schriftliche Hinweise (z. B. Seneca in seinen Epistulae, Plinius der Ältere in der Naturalis historia, Tertullian im Apologeticum) finden sich immer wieder. Systematische Darstellungen gibt es aber nicht, möglicherweise weil sie ohne praktische Demonstration nicht aussagefähig wären. Die umfassendste Darstellung findet sich bei Beda Venerabilis De temporum ratione Kap. 1 und 55. Dieses Werk Bedas war in Europa außerordentlich verbreitet, es haben sich über 250 Handschriften erhalten. Aber auch hier geht es, wie in der gesamten erhaltenen Literatur nicht um wirkliches Rechnen, sondern um Abzählen und Merkhilfen. Beda Venerabilis stellt in Kap. 55 dar, wie die Epakten des Mondes im 19-jährigen Meton-Zyklus an den Fingergliedern einer Hand durchgegangen werden. In ähnlicher Weise hält Johannes Eligerus seine Schüler an, die Glieder einer Hand einschließlich Daumen mit Vorder- und Rückseite und Fingerspitzen beim Memorieren zu benutzen. Zusätzlich wird ihnen aber noch ein Merkvers angeboten, eine rhythmische Silbenfolge. Ein ähnliches Verfahren findet sich schon etwa 200 Jahre früher mit der Guidonischen Hand zur Orientierung in Tonsystemen. Das einfachste Beispiel sind die Monatsnamen (13r, beginnend mit März). Der Schüler lernt die Silbenfolge Mar ap ma iun iul au sep oc no de ia feb. Gefragt etwa nach dem 7ten Monat zählt er, auf seine Fingerglieder deutend, die Silben ab, kommt bis sep und muss dann wissen, dass sep = September. Das dargestellte Wissen ist natürlich wesentlich komplexer, um so mehr als weitgehend Zahlen übermittelt werden, die zunächst mit einer naheliegenden Konversion (1=a, 2=b, …) in Buchstaben überführt werden. Im obigen Beispiel werden im folgenden Vers em Mar ap phil ... für ein bestimmtes Jahr die Daten des 1ten Neumonds für jeden Monat angegeben.

### Kritische Haltung und Genauigkeit
Der dargestellte Lehrstoff gehörte seit Jahrhunderten zur europäischen Wissenschaft und zum Schulbetrieb und wurde in vielen erhaltenen Handschrift ausgebreitet. Dennoch hat sich im Laufe der Zeit ein Wandel ergeben. Der Autor kann jetzt die Fehler, die sich durch die Ungenauigkeit der verwendeten Kalendermodelle ergeben, völlig unbefangen behandeln. So konstatiert er die Ungenauigkeit des Meton-Zyklus (4r/17):
et quando habet regula vulgaris luna prima in libro, est quarta vel quinta in celo
und wenn der Mond nach der allgemeinen Regel im Buch den ersten Tag hat, hat er am Himmel den vierten oder fünften
Auch das Kalenderjahr ist mit seinen 365 Tagen und einem Schalttag alle 4 Jahre nicht korrekt. Nach mehreren tausend Jahren würde daher das Weihnachtsfest im Sommer gefeiert werden (7v). Etwas unbestimmt fügt Johannes Eligerus an: id tamen teoloice non conceditur (dies wird aber theologisch nicht eingeräumt).
Die Astronomie ermöglichte wesentlich genauere Beobachtungen, als in den Jahrhunderten zuvor. Durch astronomische Instrumente, insbesondere das Astrolabium wurden exaktere Zahlenreihen der Auf- und Untergänge verschiedener Himmelskörper geliefert. So werden auch in dieser Schrift Zeitreihen vom Vollmond- und Neumondeintritt mit Tag, Stunde und Stundenteil (=3 Minuten) zum Auswendiglernen angeboten (12r). Dabei ist sich der Autor, der Tatsache bewusst, dass es sich um ortsabhängige (Erfurt) Angaben handelt. Bei einer Reise von 12 Meilen nach Osten bzw. Westen müsse ein Stundenteil hinzu bzw. abgezogen werden (16r).

## Weiterleben und Überlieferung
Das Werk fand rasch Verbreitung und erlangte den Eingang in den Kanon jener Texte, die im Lehrbetrieb der mittelalterlichen Fakultäten des 15. Jahrhunderts eine Rolle spielten. Etwa 100 Handschriften haben sich erhalten. Berühmte Gelehrte wie Johann von Glogau und Christian von Prachatitz schrieben Bearbeitungen bzw. Kommentare, und schließlich wurde es 1480/85 in der Werkstatt des Johann Koehlhoff des Älteren gedruckt. Die Buchdruckkunst und damit der leichtere Zugang zu Informationen führte aber zu einem Nachlassen des Interesses an derartigen memorierenden Gedächtnisleistungen. 2003 editierte Karl Mütz den lateinischen Originaltext nach diesem Wiegendrucks des Johann Koehlhoff des Älteren zusammen mit einer Übersetzung in die deutsche Sprache und einer umfassenden Kommentierung.

## Textausgabe und Übersetzung
- Karl Mütz: Computus chirometralis. Spätmittelalterliches Lehrbuch für Kalenderrechnung, Tübingen 2003